# Mahmoud Sattari
 (janvier 2022).
Mahmoud Sattari né le 22 février 1991 est un kickboxeur iranien de Muay Thai kickboxeur basé au Japon,. Il est un ancien membre de l'équipe nationale iranienne,,. Sattari est actuellement sous contrat avec l'organisation K-1,.

## Biographie
Sattari a commencé le kickboxing à l'âge de six ans. Il a remporté plusieurs championnats nationaux dans la catégorie des jeunes et des adultes. Des médailles d'argent aux Jeux de plage asiatiques 2014 et des médailles d'or aux jeux asiatiques en salle de 2017 sont quelques-unes de ses réalisations en muay thaï amateur. Sattari a également participé aux Championnats du monde de muay thai 2016 de l'IFMA à Jönköping et aux Championnats du monde de muay thai 2017 de la WAKO à Budapest,.
Sattari a émigré au Japon en 2020 pour participer aux ligues mondiales professionnelles. Le 17 octobre 2020, il a pu se présenter en battant Seiya Tanigawa dans le cadre des Krush organization,,. Le 25 novembre 2020, il remporte le titre de champion poids lourd de la M-1,. Le 21 mars 2021, il a battu Hisaki Kati au deuxième round lors de l'organisation de Krush,,,,.
Le 24 octobre 2021, Sattari a remporté le titre mondial des poids mi-lourds de l'organisation Krush lors d'un tournoi Grand Prix en mettant KO Rui Hanazawa et Seiya Tanigawa au premier tour,.

## Réalisations

### Amateur
- Jeux asiatiques de plage:
  -  Jeux de plage asiatiques 2014 - Phuket (-81 kg)[26]

- Jeux asiatiques en salle et arts martiaux:
  -  Jeux asiatiques en salle de 2017 - Ashgabat (-81 kg)[27],[28],[29]

### Professionnel
- M-1 Weerasakreck Muay Thai:
  - 2020 Champion poids lourd M-1[30]

- Krush:
  - 2021 Champion Krush Poids lourds-légers (-90 kg) (Une défense réussie)[31](One successful defense)

## Palmarès
- Victoire
- Défaite
- Nul/Pas de confrontation
- Notes

| 18-12-2021                                                                                            | Victoire | Animal Koji    | Krush 132        | Tokyo, Japan | KO (crochet gauche)              | 1 | 00:30 |
| Défend le titre Krush Poids lourds-légers.                                                            |          |                |                  |              |                                  |   |       |
| 24-07-2021                                                                                            | Victoire | Seiya Tanigawa | Krush 127        | Tokyo, Japan | TKO (crochet droit)              | 1 | 02:44 |
| L'organisation Krush Poids lourds-légers Grand Prix (Finale) - Remporte le titre Poids lourds-légers. |          |                |                  |              |                                  |   |       |
| 24-07-2021                                                                                            | Victoire | Rui Hanazawa   | Krush 127        | Tokyo, Japan | TKO (crochet droit)              | 1 | 02:14 |
| Krush organisation Cruiserweight Grand Prix (Demi finale).                                            |          |                |                  |              |                                  |   |       |
| 21-03-2021                                                                                            | Victoire | Hisaki Kato    | K'FESTA 4: Day 1 | Tokyo, Japan | TKO (genou et coups de poing)    | 2 | 00:26 |
| 28-11-2020                                                                                            | Victoire | Kenta Mori     | KODO-THE MOVE    | Tokyo, Japan | TKO (règle des trois knockdowns) | 1 | 01:43 |
| 17-10-2020                                                                                            | Victoire | Seiya Tanigawa | Krush 118        | Tokyo, Japan | TKO (crochet droit)              | 2 | 02:44 |